# Eurocopter Super Puma
Az Eurocopter (most Airbus Helicopters) AS332 Super Puma  egy két hajtóműves, közepes méretű helikopter. Ez egy átdolgozott és kibővitett változata az eredeti Aérospatiale Puma helikopternek. Első repülése 1978-ban volt: 1990 óta a Super Puma katonai jelzése AS532 Cougar. Az új generációs civil változatot 2004-től Eurocopter EC225 Super Puma néven készítik.

## Változatok
- SA 331 – SA 330 bázismodell, kezdeti próbaváltozat, első repülése 1977 Szeptember 5-én volt.
- AS 332B – katonai változat.
- AS 332B1 – első katonai változat.
- AS 332C – polgári változat.
- AS 332C1 – kutató-mentő változat.
- AS 332F – katonai változat, haditengerészeti változat, tengeralattjárók és hajók elleni harcra.
- AS 332F1 – haditengerészeti változat.
- AS 332L – polgári változat erősebb motorral, megnövelt méretekkel.
- AS 332L1 – hosszabb kabinnal épített polgári változat.
- AS 332L2 Super Puma Mk 2 – polgári változat,
- AS 332M – AS 332L katonai változata.
- AS 332M1 – katonai változat.
- NAS 332 –  IPTN építette licenben, most Indonesian Aerospace (PT. Dirgantara Indonesia).
- VH-34 – Brazil légierő Super Puma helikoptereinek jelzése.

## Megrendelők és üzemeltetők, országok szerint

### Görögország
- Görög Légierő[1]

### Spanyolország
- Spanyol Légierő[2]

## Kapcsolódó Szócikkek
Aérospatiale Puma